# Glavendrupstenen
Glavendrupstenen er en runesten fundet i Glavendrup i 1806. Den står i mindelunden Glavendruplunden på Fyn. Stenen blev fundet på sin oprindelige plads, nedsunket i jorden på en høj, der var en del af et større mindesmærke – en skibssætning afsluttet i hver ende med en lille, lav høj. På den vestligste lå runestenen. Den blev fremdraget i 1806, men har været kendt tidligere. Den har Danmarks længste runeinskription.
Stenen blev rejst i første halvdel af 900-tallet over stormanden Alle. Stenen er fundet i Rævehøj på Fyn i 1792 i en nedsunken gravhøj fra bronzealderen. Stenen er 282 cm høj, hvoraf 188 cm over jordoverfladen. Den er cirka 410 cm i omkreds og vejer ca. 7 ton.
Stenen indgår i en skibssætning, der er 60 m lang, 12 m bred og består af to rækker høje randsten. Der er i alt fundet ni gravsætninger i skibssætningen i Glavendrup, men de var alle tomme.

## Indskrift
| Translitteration | Side A raknhiltr : sati : stain þąnsi : auft ala : saulua kuþa uia l(i)þs haiþuiarþan þiakn Side B ala : suniR : karþu kubl : þausi : aft : faþur sin : auk : hąns : kuna : auft uar : sin : in : suti : raist : runaR : þasi : aft : trutin : sin þur : uiki : þasi : runaR Side C at : rita : sa : uarþi : is : stain þansi ailti : iþa aft : ąnąn : traki         |
| Transskription   | Ragnhildr satti stæin þannsi æft Alla Sǫlva, goða vēa, liðs hæiðverðan þegn. Alla syniR gærðu kumbl þausi æft faður sinn ok hans kona æft ver sinn. En Sōti rēst rūnaR þessi æft drōttin sinn. Þōrr vīgi þessi rūnaR. At {rita} sā verði es stæin þannsi {ailti} eða æft annan dragi.                                                                                |
| Oversættelse     | Ragnhild satte denne sten efter Alle saulua gode, uial(i)þs hæderværdige thegn. Alles sønner gjorde disse kumbler efter deres fader og hans kone efter sin mand, men Sote ristede disse runer efter sin drot. Thor vie disse runer. Til en ræte vorde den, som ailti denne sten eller drager den efter en anden (fjerner den og sætter den som minde over en anden). |

Indskriften er ordnet i bustrofedon, og første tekstbånd er midt på stenens side A. Navnet 'Ragnhild', som indleder indskriften er ristet med lidt større runer end resten af indskriften. Dette træk genfindes på Tryggevældestenen, som ligeledes er rejst af Ragnhild. Man kender ikke dem, der er omtalt på runestenen, fra andre skriftlige kilder, men der er ingen tvivl om, at de har tilhørt stormandsslægterne. Det er uklart, hvilken af de to sten, der er rejst først. Stenen er ristet af runeristeren Sote, som også har ristet Tryggevældestenen på Sjælland, og som desuden har rejst Rønninge-stenen på Fyn. Den afsluttende forbandelsesformel er næsten identisk med den på Tryggevældestenen. Verbet ailti er omstridt, men kan muligvis have noget med en ødelæggelse af stenen at gøre. Ordet 'ræte' er også omdiskuteret, men kan muligvis sættes i forbindelse med dialektordet 'ræde' eller 'skræmsel'.
Glavendrupstenen viser fællesnavnene på ægtefæller.
Ordet for kone er bevaret til nudansk.

## Galleri
- Set fra siden (nordsiden)
- Skibssætningen
- Glavendrupstenen
- Glavendrup 2019